# Segno di Froment
Il segno di Froment è un test per valutare la paralisi del nervo ulnare, in particolare l'azione dell'adduttore pollicis . La manovra di Froment può anche riferirsi all'effetto ruota dentata dei movimenti controlaterali del braccio osservati nella malattia di Parkinson.

## Esame
Per eseguire il test, viene chiesto a un paziente di tenere un oggetto, di solito un oggetto piatto come un pezzo di carta, tra il pollice e l'indice (presa di presa). L'esaminatore quindi tenta di estrarre l'oggetto dalle mani del soggetto.
Un individuo normale sarà in grado di mantenere una presa sull'oggetto senza difficoltà. Tuttavia, con la paralisi del nervo ulnare, il paziente avrà difficoltà a mantenere una presa e compenserà flettendo il pollice per mantenere la pressione della presa causando un effetto di pizzicamento.
Clinicamente, questa compensazione si manifesta come flessione dell'articolazione interfalangea del pollice (piuttosto che adduzione, come accadrebbe con un uso corretto del muscolo adduttore del pollice). La compensazione della mano interessata si traduce in una debole presa di pizzico con le punte del pollice e dell'indice, quindi, con il pollice in evidente flessione.
Si noti che il flessore lungo del pollice è normalmente innervato dal ramo interosseo anteriore del nervo mediano . Il ramo interosseo anteriore si stacca più prossimalmente rispetto al polso, per valutare lacerazioni vicine al polso.
L'iperestensione simultanea dell'articolazione metacarpo-falangea è indicativa di compromissione del nervo ulnare. Questo è anche noto come il segno di Jeanne.

## Eponimo
Prende il nome dal neurologo francese Jules Froment .